# Campsicnemus ferrugineus
Campsicnemus ferrugineus är en tvåvingeart som beskrevs av Octave Parent 1934. Campsicnemus ferrugineus ingår i släktet Campsicnemus och familjen styltflugor. Inga underarter finns listade i Catalogue of Life.